# Phare de Las Hormigas
Le phare de Las Hormigas est un phare situé à 2,5 milles au nord-est du Cap Palos, sur le plus grand des îlots de Las Hormigas (Les Fourmis), dans la région de Murcie en Espagne. Il sert à marquer le danger pour la navigation proche de ses îlots où il y eut de nombreux naufrages.
Il est géré par l'autorité portuaire de Carthagène .

## Histoire
Il a été réalisé à partir de 1860 et inauguré en 1862. Le premier phare était rectangulaire et il a été totalement détruit par une forte tempête. En 1870, le nouveau phare de forme circulaire est reconstruit. C'est un édifice circulaire d'environ 20 m de diamètre extérieur avec, en son centre, une tourelle portant la lanterne. L'édifice est de couleur blanche.
Les tempêtes font que le phare requiert sans cesse des réparations importantes. Après quelques modifications de modernisation de la source de lumière, il a été automatisé et alimenté à l'énergie solaire au moyen de 6 panneaux solaires.
Identifiant : ARLHS : SPA140 ; ES-23850 - Amirauté : E0138 - NGA : 4616 .
|                         |
| Phare de Islas Hormigas |